# 1998 OX4
(85640) 1998 OX4 (provisorisk beteckning 1998 OX4) är en jordnära asteroid som vartannat år kommer inom 0,2 AU från jorden. Med vissa mellanrum kommer den närmare än 0,05 AU och klassificeras därför som ett Potentiellt farligt objekt. 22 januari 2148 kommer asteroiden att passera mindre än 300 000 km från jorden, vilket är närmare än månen
Asteroiden upptäcktes vid Kitt Peak National Observatory av Spacewatch i juli 1998.